# 闸弄口街道
闸弄口街道，中国浙江省杭州市上城区所辖街道，位于该区东北部。总面积8平方千米，总人口8万人。闸弄口街道为江干区辖区面积最大的街道。

## 辖区
闸弄口街道现辖：
- 社区(17)：天杭社区、闸弄口社区、春晖社区、天仙社区、机神社区、天城社区、濮家社区、三里亭社区、红梅社区、闻皇庙社区、京惠社区、万家花园社区、董家社区、兰苑社区、天运社区、麦苗社区和蓝天社区。